# Station Mortcerf
Station Mortcerf is een spoorwegstation aan de spoorlijn Gretz-Armainvilliers - Sézanne. Het ligt in de Franse gemeente Mortcerf.

## Geschiedenis
Het station werd op 2 februari 1861 geopend door de compagnie des chemins de fer de l'Est bij de opening van de sectie Gretz-Armainvilliers - Mortcerf. Sinds zijn oprichting is het eigendom van de Société nationale des chemins de fer français (SNCF).

## Ligging
Het station ligt op kilometerpunt 55,925 van de spoorlijn Gretz-Armainvilliers - Sézanne.

## Vorig en volgend station
| Richting  | Vorig station  | Lijn    | Volgend station              | Richting    |
| --------- | -------------- | ------- | ---------------------------- | ----------- |
| Paris-Est | Marles-en-Brie | Trans P | Guérard - La Celle-sur-Morin | Coulommiers |